# Calendario Galattico Standard
Il Calendario Galattico Standard è il calendario utilizzato nell'universo espanso di Guerre stellari per determinare la durata del tempo nella Galassia. L'anno di partenza coincide con la Battaglia di Yavin. In genere si utilizza l'acronimo BBY per indicare prima della battaglia di Yavin ("Before the Battle of Yavin") e ABY per indicare dopo la battaglia di Yavin ("After the Battle of Yavin").

## Storia
Il Calendario, conosciuto un tempo come Calendario Galattico Standard, e chiamato anche Calendario di Coruscant Standard, era il principale calendario in uso in tutta la Galassia sin dalla formazione della Repubblica. La Vecchia Repubblica stabilì le date a partire dalla Riforma di Ruusan avvenuta nel 1.000 BBY. Prima la Repubblica determinava gli eventi dalla sua fondazione del 25.000 BBY. Il formato standard per le date era YY:MM:DD (Anno:Mese:Giorno), che si riferisce agli anni dopo la Grande Risincronizzazione avvenuta nel 00:1:1.
L'Impero usava lo stesso calendario anche se era preferito datare gli eventi dalla Risincronizzazione del 35 BBY oppure dalla salita al potere di Palpatine del 19 BBY.
Dopo la fratturazione dell'Impero la Nuova Repubblica adottò di nuovo il calendario. Il Consiglio della Repubblica ha posto la Battaglia di Yavin come riferimento per l'anno iniziale; tuttavia questo sistema veniva utilizzato principalmente dall'Alleanza Ribelle e dalla Alleanza Galattica. Molte regioni avevano adottato un proprio calendario, e così aveva fatto l'Imperial Remnant.

## Misura del tempo
Il calendario si basa sulla dimensione e sulla rotazione del pianeta Coruscant. È un calendario lunisolare basato sia sulla orbita di Coruscant attorno al suo sole sia sulla orbita del satellite primario Centrax 1. L'unità base del tempo è il secondo. Sessanta secondi formano un minuto, e sessanta minuti formano una ora. Ogni giorno è composto da 24 ore. Una settimana è composta da 5 giorni e ogni mese è composto da 7 settimane. Un anno standard è formato da 368 giorni, per un totale di 10 mesi, 3 settimane, e 3 festività. Poiché la teoria dell'Iperguida permette ai viaggiatori spaziali di passare attraverso la relatività, una singola unità di tempo è uguale in ogni locazione in un dato intervallo.
Il tempo misurato su Coruscant è basato sul tempo reale terrestre.
- 368 giorni = 10 mesi + 3 settimane + 3 giorni festivi = 1 anno
- 7 settimane = 35 giorni = 1 mese
- 5 giorni = 1 settimana
- 24 ore = 1 giorno
- 60 minuti = 1 ora
- 60 secondi = 1 minuto

## L'anno

### Anno del settore Tapani
- Nel settore Tapani viene adottato il Calendario Standard con nomi diversi:
  - Mese 1: Elona
  - Mese 2: Kelona
  - Festa 1: Giorno dei Tapani
  - Mese 3: Selona
  - Settimana di Festa 1: Settimana dell'Espansione
  - Mese 4: Telona
  - Mese 5: Nelona
  - Festa 2: Giorno della Produttività
  - Mese 6: Helona
  - Settimana di Festa 2: Settimana Shelova
  - Mese 7: Melona
  - Mese 8: Yelona
  - Festa 3: Giorno del Raccolto
  - Mese 9: Relona
  - Mese 10: Welona
  - Settimana di Festa 3: Festa Invernale

### Anno Galattico
- Dalle informazioni riportate sopra è stato estrapolato l'anno Galattico:
  - 2 mesi
  - 1 festa
  - 1 mese
  - 1 settimana di festa
  - 2 mesi
  - 1 festa
  - 1 mese
  - 1 settimana di festa
  - 2 mesi
  - 1 festa
  - 2 mesi
  - 1 settimana di festa

### Settimana Galattica
- La settimana è composta da 5 giorni:
  - Giorno 1: Atunda
  - Giorno 2: Katunda
  - Giorno 3: Satunda
  - Giorno 4: Datunda
  - Giorno 5: Natunda